# Flavigny-sur-Moselle
Flavigny-sur-Moselle és un municipi francès situat al departament de Meurthe i Mosel·la i a la regió del Gran Est. L'any 2007 tenia 1.791 habitants.

## Demografia

### Població
El 2007 la població de fet de Flavigny-sur-Moselle era de 1.791 persones. Hi havia 635 famílies, de les quals 168 eren unipersonals (52 homes vivint sols i 116 dones vivint soles), 206 parelles sense fills, 205 parelles amb fills i 56 famílies monoparentals amb fills.
La població ha evolucionat segons el següent gràfic:
Habitants censats

### Habitatges
El 2007 hi havia 700 habitatges, 639 eren l'habitatge principal de la família, 26 eren segones residències i 34 estaven desocupats. 532 eren cases i 164 eren apartaments. Dels 639 habitatges principals, 437 estaven ocupats pels seus propietaris, 182 estaven llogats i ocupats pels llogaters i 19 estaven cedits a títol gratuït; 11 tenien una cambra, 54 en tenien dues, 91 en tenien tres, 169 en tenien quatre i 313 en tenien cinc o més. 443 habitatges disposaven pel capbaix d'una plaça de pàrquing. A 292 habitatges hi havia un automòbil i a 279 n'hi havia dos o més.

### Piràmide de població
La piràmide de població per edats i sexe el 2009 era:
| Homes | Edats   | Dones |
| ----- | ------- | ----- |
| 0     | 95 o +  | 0     |
| 4     | 90 a 94 | 4     |
| 12    | 85 a 89 | 12    |
| 0     | 80 a 84 | 12    |
| 24    | 75 a 79 | 28    |
| 20    | 70 a 74 | 32    |
| 16    | 65 a 69 | 20    |
| 32    | 60 a 64 | 24    |
| 40    | 55 a 59 | 32    |
| 88    | 50 a 54 | 116   |
| 68    | 45 a 49 | 48    |
| 36    | 40 a 44 | 72    |
| 24    | 35 a 39 | 52    |
| 56    | 30 a 34 | 28    |
| 68    | 25 a 29 | 56    |
| 72    | 20 a 24 | 64    |
| 88    | 15 a 19 | 108   |
| 88    | 10 a 14 | 68    |
| 60    | 5 a 9   | 40    |
| 32    | 0 a 4   | 28    |

## Economia
El 2007 la població en edat de treballar era de 1.209 persones, 816 eren actives i 393 eren inactives. De les 816 persones actives 744 estaven ocupades (377 homes i 367 dones) i 72 estaven aturades (41 homes i 31 dones). De les 393 persones inactives 99 estaven jubilades, 183 estaven estudiant i 111 estaven classificades com a «altres inactius».

### Ingressos
El 2009 a Flavigny-sur-Moselle hi havia 645 unitats fiscals que integraven 1.532 persones, la mediana anual d'ingressos fiscals per persona era de 21.393,5 €.

### Activitats econòmiques
Dels 65 establiments que hi havia el 2007, 4 eren d'empreses alimentàries, 3 d'empreses de fabricació de material elèctric, 1 d'una empresa de fabricació d'altres productes industrials, 7 d'empreses de construcció, 14 d'empreses de comerç i reparació d'automòbils, 4 d'empreses de transport, 3 d'empreses d'hostatgeria i restauració, 3 d'empreses financeres, 2 d'empreses immobiliàries, 7 d'empreses de serveis, 15 d'entitats de l'administració pública i 2 d'empreses classificades com a «altres activitats de serveis».
Dels 13 establiments de servei als particulars que hi havia el 2009, 1 era una oficina de correu, 1 taller de reparació d'automòbils i de material agrícola, 2 guixaires pintors, 1 fusteria, 1 lampisteria, 3 electricistes, 1 perruqueria i 3 restaurants.
Dels 5 establiments comercials que hi havia el 2009, 1 era una botiga de més de 120 m², 3 fleques i 1 una joieria.
L'any 2000 a Flavigny-sur-Moselle hi havia 9 explotacions agrícoles que ocupaven un total de 864 hectàrees.

## Equipaments sanitaris i escolars
El 2009 hi havia 3 hospitals de tractaments de mitja durada (seguiment i rehabilitació) i 1 farmàcia.
El 2009 hi havia una escola elemental.

## Poblacions més properes
El següent diagrama mostra les poblacions més properes.